# Asphodelus aestivus
Asphodelus aestivus (que en català rep els noms comuns de caramuixa, porrassera, albó, albó estival, albó microcarp, armuto, asfòdel, canyamussa, caramuixa, cebollí, esclareu, gamó, porrassa, porrassina o porrina), és una espècie de planta de la família de les asfodelòidies que es distribueix per la regió mediterrània. És una planta herbàcia que habita en prats eixuts, garrigues i llocs rocosos. És una espècie que s'usa per a la construcció i les eines.
És una planta resistent, alta, glabra i de color verd blavós. Té un rizoma envoltat de fibres, amb arrels tuberoses fusiformes. Assoleixen fins i tot els 1,5 m i són ramificats. Totes les fulles són basals i punxegudes, de fins a 40 x 2 cm, planes, amb marge llis, amb forma de "V" i amb un nervi central que sobresurt en el revés. Floreix a l'hemisferi boreal de gener a abril produint unes inflorescències multiflors denses, amb bràctees de 3-6 mm en l'antesi, allargant-se fins a 5-10 mm i més curtes que els pedicels en la fructificació. Els pedicels són de 7-12 mm en la fructificació, i són articulats fins a l'inferior, rares vegades cap a la meitat. Té sis pètals blancs amb nervi mitjà de bru, de 10-15 x 2-4 mm ovatoel·líptics o oblongs, obtusos. Les anteres són grogues i fan entre 2-2,5 mm. El fruit és de tipus capsular, de 5,5-7,5 mm obovats, rares vegades gairebé esfèrics, dins del qual hi ha llavors grises amb papil·les blanques.

## Galeria

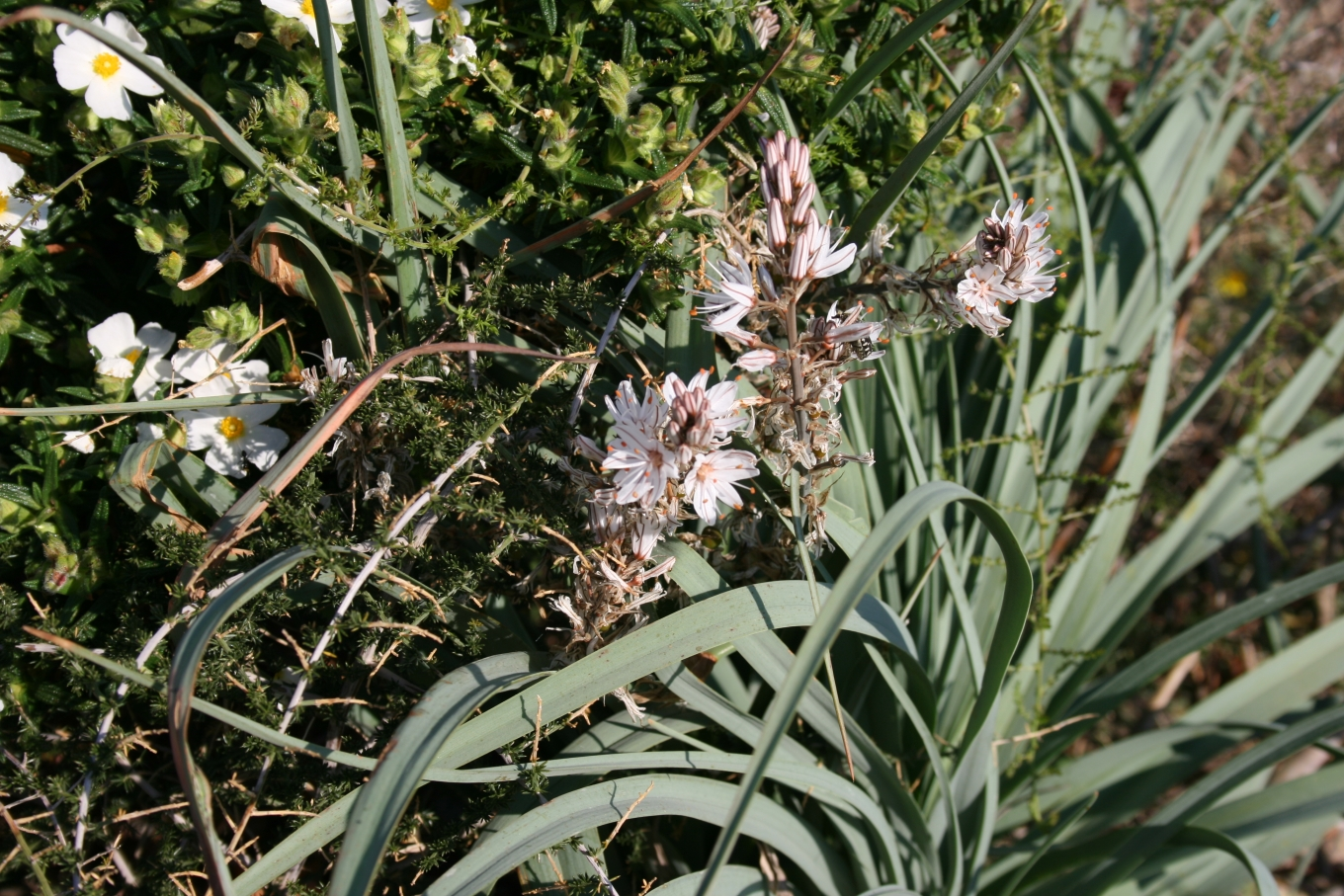
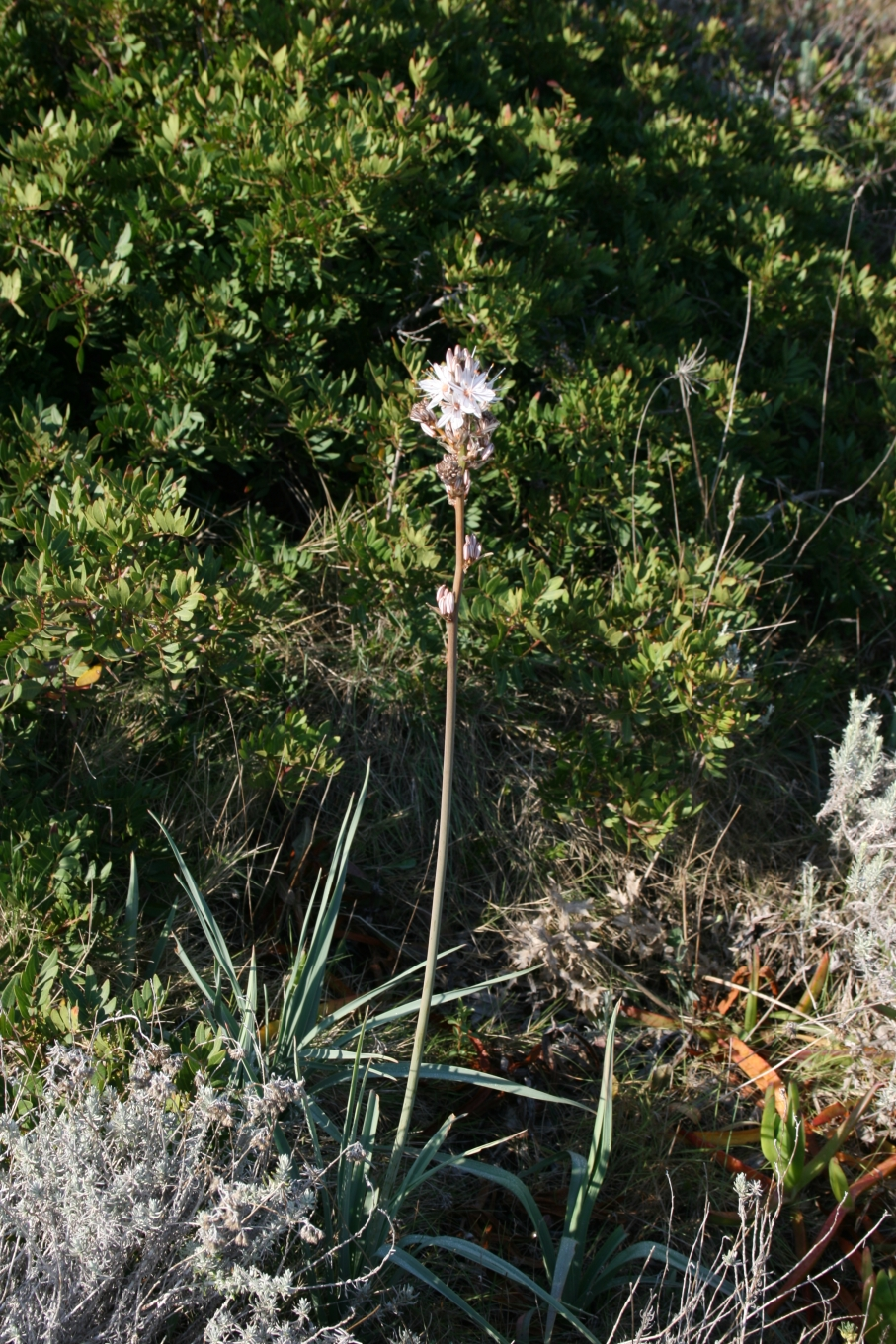
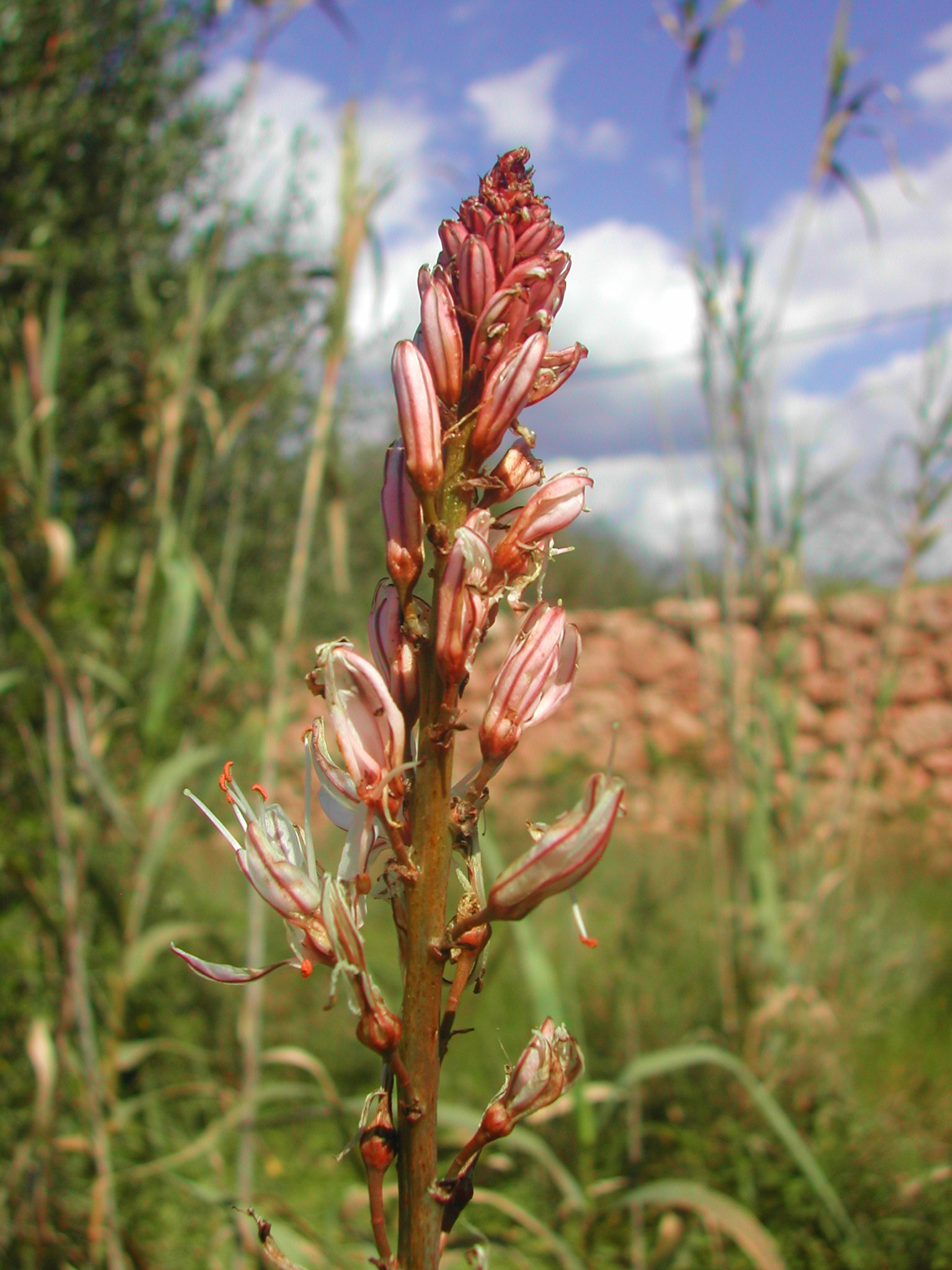
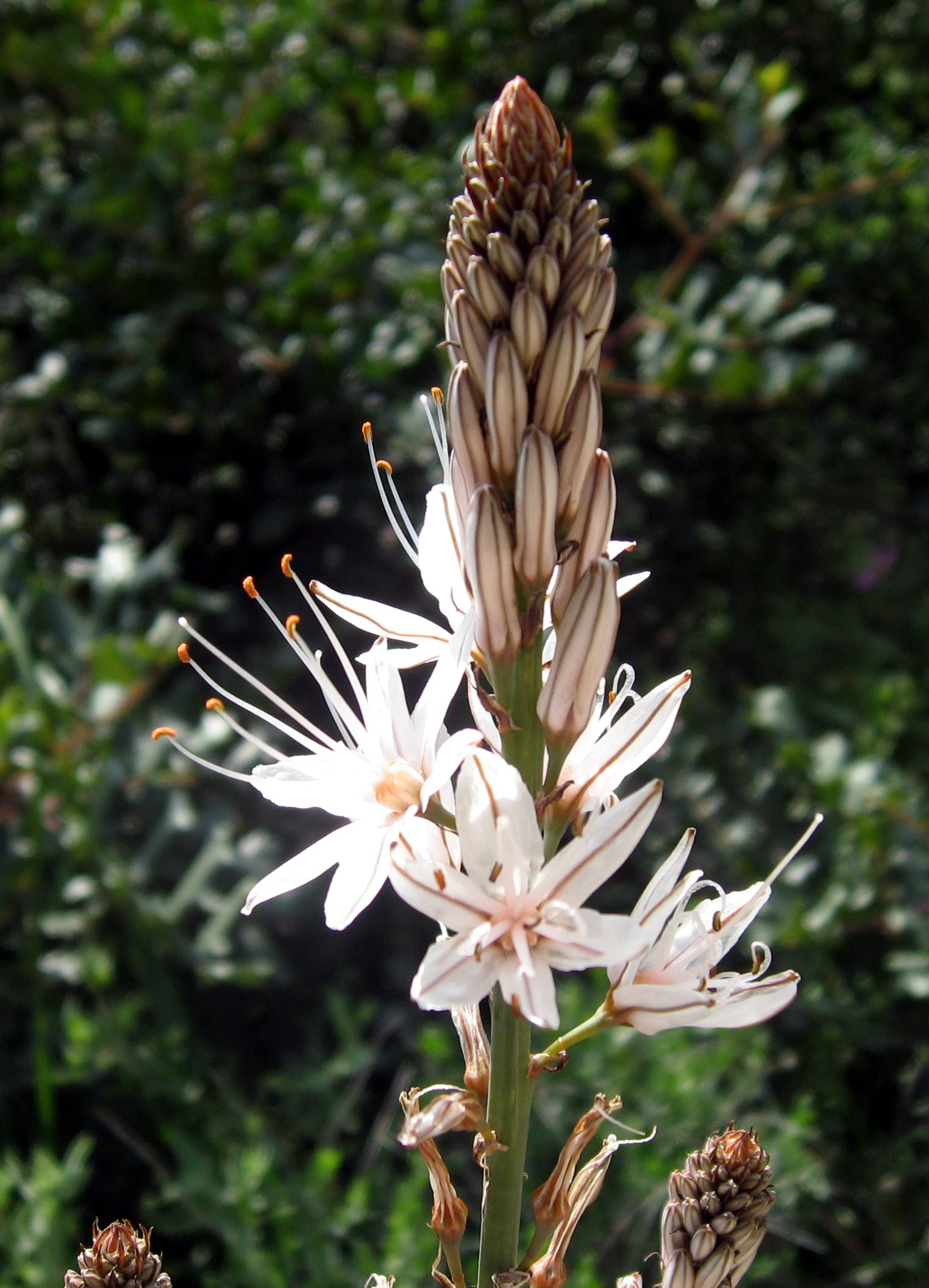